# Villandraut
Villandraut je francouzská obec v departementu Gironde v regionu Akvitánie. V roce 2009 zde žilo 954 obyvatel. Je centrem kantonu Villandraut.